# Jordana Brewster
Jordana Brewster (sinh ngày 26 tháng 4 năm 1980) là một diễn viên và người mẫu Mỹ. Cô xuất hiện lần đầu trong một tập phim All My Children năm 1995 và tiếp theo đảm nhận vai Nikki Munson trong As the World Turns, cô nhận được đề cử cho giải Diễn viên tuổi teen xuất sắc tại Giải thưởng Soap Opera Digest năm 1997. Vai diễn đầu tiên của Brewster là từ trong một bộ phim truyện khoa học kinh dị của Robert Rodriguez, The Faculty (1998).

## Đầu đời
Brewster sinh ra ở thành phố Panama, Panama. Cô là con gái lớn nhất trong hai người con gái. Mẹ cô, Maria João (nhũ danh Leal de Sousa), là một cựu người mẫu áo tắm đến từ Brazil, từng xuất hiện trên trang bìa Sports Illustrated vào năm 1978, và cha cô, Alden Brewster, là một chủ ngân hàng. Ông nội cô, Kingman Brewster Jr., là một nhà giáo dục, hiệu trưởng thứ 17 của Đại học Yale (1963 – 1977), và Đại sứ Hoa Kỳ tại Vương quốc Anh (1977 – 1981).
Cô rời Panama khi được hai tháng tuổi và chuyển đến Luân Đôn, nơi em cô được sinh ra. Brewster dành sáu năm sống tại đây trước khi chuyển đến thành phố quê nhà Rio de Janeiro của mẹ, nơi cô thường học tiếng Bồ Đào Nha.
Cô rời Brazil năm 10 tuổi, và định cư tại Manhattan, New York, nơi cô theo học tại Tu viện Thánh Tâm và tốt nghiệp trường Thiếu nhi chuyên nghiệp.
Brewster tốt nghiệp Đại học Yale với bằng B. A. tiếng Anh năm 2003.

## Truyền thông & Hình ảnh trước công chúng
Năm 2002, tạp chí Stuff đã vinh danh cô là người phụ nữ nóng bỏng thứ 96 trong danh sách "102 Phụ nữ gợi cảm nhất thế giới". Năm 2005, tạp chí Maxim vinh danh cô là người phụ nữ quyến rũ thứ 54 trên thế giới trong Danh sách Hot 100 hàng năm của họ; đến năm 2006, Maxim xếp cô ở vị trí thứ 59. Năm 2009, cô được xếp hạng thứ 9 trên Maxim's Hot 100 và - trùng với thời điểm phát hành Fast and Furious, một bức ảnh chụp Brewster trong các bộ đồ lót màu đen trong ấn bản tháng 5 năm 2009 đã được lan truyền ra ("Life in the Fast Lane"). Năm 2011, Maxim xếp Brewster ở vị trí thứ 11 trong Hot 100 của họ.
Năm 2015, Brewster chụp ảnh khỏa thân cho tạp chí Allure số tháng 5 - cùng với Laverne Cox, Nicole Beharie, Katheryn Winnick và Sandrine Holt.
Tháng 6 năm 2016, Chiến dịch Nhân quyền đã phát hành một video để tưởng nhớ các nạn nhân của vụ xả súng hộp đêm Orlando; trong video, Brewster và những người khác đã kể câu chuyện về những người bị giết ở đó.

## Đời tư
Brewster sống ở Los Angeles cùng với chồng cô, nhà sản xuất Andrew Form, người cô đã gặp trên trường quay bộ phim The Texas Chainsaw Massacre: The Beginning. Họ đính hôn vào ngày 4 tháng 11 năm 2006 và kết hôn ở Bahamas vào ngày 6 tháng 5 năm 2007. Cặp vợ chồng có hai người con trai: Julian (sinh ngày 10 tháng 9 năm 2013) và Rowan (sinh ngày 9 tháng 6 năm 2016).
Brewster đệ đơn ly hôn vào giữa năm 2020.

## Phim

### Điện ảnh
| Năm  | Tên phim                                   | Vai diễn        | Ghi chú                   |
| ---- | ------------------------------------------ | --------------- | ------------------------- |
| 1998 | The Faculty                                | Delilah Profitt |                           |
| 2001 | The Invisible Circus                       | Phoebe          |                           |
| 2001 | The Fast and the Furious                   | Mia Toretto     |                           |
| 2004 | D.E.B.S.                                   | Lucy Diamond    |                           |
| 2005 | Nearing Grace                              | Grace Chance    |                           |
| 2006 | Annapolis                                  | Ali Halloway    |                           |
| 2006 | The Texas Chainsaw Massacre: The Beginning | Chrissie        |                           |
| 2009 | Fast & Furious                             | Mia Toretto     |                           |
| 2011 | Fast Five                                  | Mia Toretto     |                           |
| 2013 | Fast & Furious 6                           | Mia Toretto     |                           |
| 2014 | American Heist                             | Emily           | VOD và phát hành giới hạn |
| 2015 | Home Sweet Hell                            | Dusty           | VOD và phát hành giới hạn |
| 2015 | Furious 7                                  | Mia Toretto     |                           |
| 2019 | Random Acts of Violence                    | Kathy           | Hậu kỳ sản xuất           |

### Truyền hình
| Năm       | Tên                  | Vai diễn                         | Ghi chú             |
| --------- | -------------------- | -------------------------------- | ------------------- |
| 1995      | All My Children      | Anita Santos                     | 1 tập               |
| 1995–2001 | As the World Turns   | Nikki Munson                     | Vai thường, 104 tập |
| 1999      | The '60s             | Sarah Weinstock                  | Miniseries          |
| 2007      | Mr. and Mrs. Smith   | Jane Smith                       |                     |
| 2008–2009 | Chuck                | Jill Roberts                     | 4 tập               |
| 2010      | Dark Blue            | Maria                            | 3 tập               |
| 2010      | Gigantic             | Celebrity                        | 2 tập               |
| 2012–2014 | Dallas               | Elena Ramos                      | Vai chính           |
| 2016      | American Crime Story | Denise Brown                     | Vai định kỳ, 5 tập  |
| 2016      | Secrets and Lies     | Kate Warner                      | Vai chính (mùa 2)   |
| 2016      | Lethal Weapon        | Dr. Maureen Cahill               | Vai chính           |
| 2018      | Diana                | Jane Fellowes, Baroness Fellowes | Phim truyền hình    |
| 2019      | Magnum P.I.          | Hannah                           | 1 tập               |

## Giải thưởng và đề cử
| Năm  | Giải                     | Hạng mục                              | Phim                                       | Kết quả   |
| ---- | ------------------------ | ------------------------------------- | ------------------------------------------ | --------- |
| 1997 | Soap Opera Digest Awards | Outstanding Teen Performer            | As the World Turns                         | Đề cử     |
| 2007 | Teen Choice Awards       | Choice Movie Actress: Horror          | The Texas Chainsaw Massacre: The Beginning | Đề cử     |
| 2007 | Teen Choice Awards       | Choice Movie: Scream                  | The Texas Chainsaw Massacre: The Beginning | Đề cử     |
| 2009 | Teen Choice Awards       | Choice Movie Actress: Action          | Fast & Furious                             | Đoạt giải |
| 2011 | Teen Choice Awards       | Choice Movie Actress: Action          | Fast Five                                  | Đề cử     |
| 2012 | ALMA Awards              | Favorite TV Actress                   | Dallas                                     | Đề cử     |
| 2013 | NAACP Image Awards       | Best Supporting Actress in Television | Dallas                                     | Đề cử     |
| 2015 | Teen Choice Awards       | Choice Movie Actress: Action          | Furious 7                                  | Đề cử     |
| 2017 | People's Choice Awards   | Favorite Actres trong New TV Series   | Lethal Weapon                              | Đề cử     |